# 動物愛護週間
動物愛護週間（どうぶつあいごしゅうかん、英語: Be Kind to Animals Week）は、動物を愛し、動物と人間の絆を強めることを目的として定められた記念週間。アメリカ動物愛護協会が1915年に制定したのが始まり。

## アメリカの動物愛護週間
5月第1日曜日から7日間にわたって、各地の動物愛護団体が色々な企画を催す。
アメリカ動物愛護協会は、動物愛護週間の目玉企画として、ユニバーサルスタジオの協賛で、最も動物愛護に熱心な子供に「動物愛護キッズ賞」を贈呈する。

## 日本の動物愛護週間
動物の愛護及び管理に関する法律で動物愛護週間を設けることが定められており（第4条）、期間も同法により9月20日から9月26日までと定められている（第4条の2）。毎年この期間に合わせて、公益社団法人日本愛玩動物協会などが行事や啓発活動を行っている。